# Municipio Pao de San Juan Bautista
El municipio Pao de San Juan Bautista es uno de los nueve municipios que conforman el estado Cojedes, en los Llanos Centro-occidentales de Venezuela. Tiene una superficie de 5 269 km², siendo el de mayor extensión del estado, y cuenta con una población de 20.647 habitantes (según el censo de 2011). Su capital es el poblado de El Pao, capital además de la única parroquia del municipio (parroquia El Pao).

## Límites
Al norte limita con el municipio Tinaquillo y el estado Carabobo, al sur con el municipio Girardot, al este con el estado Guárico y al oeste con los municipios Lima Blanco, Tinaco y Rómulo Gallegos (poco más de 2 km de frontera, en el extremo suroeste).

## Hidrología del municipio
Entre los recursos hídricos más destacados se encuentra la represa de El Pao, situada en jurisdicción del mismo municipio. Esta infraestructura cumple funciones claves en el almacenamiento de agua, riego agrícola y suministro urbano.
El territorio también es atravesado por el río El Pao, curso fluvial que recorre parte del municipio y actúa como afluente relevante en la red hidrográfica local. A ello se suma la presencia de la quebrada Gamelotal, corriente estacional que alimenta cuerpos de agua menores.

## Economía
La economía de la región se basa ante todo en la ganadería extensiva.

## Política y gobierno

### Alcaldes
| Período     | Alcalde               | Partido político / Alianza | % de votos | Notas |
| ----------- | --------------------- | -------------------------- | ---------- | --- |
| 1989 - 1992 | Dilia Mercedes Blanco | AD                         | 42,07      | Primer alcalde bajo elecciones directas                                                                                |
| 1992 - 1995 | Fermín Agrizones      | AD                         | 52,10      | Segundo alcalde bajo elecciones directas                                                                               |
| 1995 - 2000 | Fermín Agrizones      | AD                         | -          | Reelecto (se realizaron elecciones generales adelantadas en el 2000 debido a la aprobación de la Constitución de 1999) |
| 2000 - 2004 | Juan Aparicio         | MRP 2000                   | 43,74      | Tercer alcalde bajo elecciones directa                                                                                 |
| 2004 - 2008 | Juan Aparicio         | MRP 2004                   | 68,41      | Reelecto |
| 2008 - 2013 | Marlene Benavente     | PSUV                       | 54,35      | Cuarto alcalde bajo elecciones directas                                                                                |
| 2013 - 2017 | Juan Aparicio         | PSUV                       | 49,01      | Quinto alcalde bajo elecciones directas                                                                                |
| 2017 - 2021 | Francys Mata          | PSUV                       | 79,08      | Sexto alcalde bajo elecciones directas                                                                                 |
| 2021 - 2025 | Jexon Juárez          | PSUV                       | 36,54      | Séptimo alcalde bajo elecciones directas                                                                               |
| 2025 - 2029 | Darkenedis Espinoza   | VVC                        |            | Octavo alcalde bajo elecciones directas                                                                                |

### Concejo municipal
Período 1989 - 1992
| Concejales:       | Partido político / Alianza |
| ----------------- | -------------------------- |
| Fermin Agrizones  | AD                         |
| Viviano Rodríguez | AD                         |
| Aura de Salazar   | AD                         |
| José León Matute  | COPEI                      |
| Mercedes de Tovar | COPEI                      |

Período 1992 - 1995
| Concejales:       | Partido político / Alianza |
| ----------------- | -------------------------- |
| Viviano Rodriguez | AD                         |
| Elio Rodríguez    | AD                         |
| Fermin González   | AD                         |
| Leopordo Barrios  | COPEI                      |
| Santo Tovar       | COPEI                      |

Período 1995 - 2000
| Concejales:    | Partido político / Alianza |
| -------------- | -------------------------- |
| Olga Machado   | AD                         |
| Elio Rodríguez | AD                         |
| Juan Aparicio  | COPEI                      |
| Mercedes Pérez | COPEI                      |
| Ivan Salazar   | CONVERGENCIA               |

Período 2013 - 2018:
| Concejales:    | Partido político / Alianza |
| -------------- | -------------------------- |
| Juan Solorzano | PSUV                       |
| Haidee Ochoa   | PSUV                       |
| Francys Mata   | PSUV                       |
| Pedro López    | PSUV                       |
| Maria Materan  | PSUV                       |
| Robert Salas   | PASOCO                     |
| Luis Espinoza  | PASOCO                     |

Período 2018 - 2021
| Concejales        | Partido político / Alianza |
| ----------------- | -------------------------- |
| Mariemilines Toro | PSUV                       |
| Juan Solórzano    | PSUV                       |
| Angela Parra      | TUPAMARO                   |
| Hector Reyes      | PSUV                       |
| Jenny Colmenares  | PSUV                       |
| Iris Lopez        | PSUV                       |
| Ronald Delgado    | APC                        |

Período 2021 - 2025
| Concejales:      | Partido político / Alianza |
| ---------------- | -------------------------- |
| Liliana Espinoza | PSUV                       |
| Juan Solorzano   | PSUV                       |
| Iris López       | PSUV                       |
| Yanett Ceballos  | PSUV                       |
| Juan Farfán      | PSUV                       |
| Oscar López      | MUD                        |
| Oscar Pérez      | MAS                        |

Período 2025 - 2029
| Concejales:      | Partido político / Alianza |
| ---------------- | -------------------------- |
| Óscar Estrada    | VVC                        |
| Andreína Silva   | VVC                        |
| Andreína Pineda  | VVC                        |
| Nando González   | VVC                        |
| Yenny Sánchez    | VVC                        |
| Dilcia Ochoa     | PSUV                       |
| Ibrahin Pipitone | PSUV                       |

## Poderes público
Poder Ciudadano.
C M R 
Poder Judicial
Palacio de Justicia